# دیوید رافین
دیوید رافین (انگلیسی: David Ruffin؛ ۱۸ ژانویهٔ ۱۹۴۱ – ۱ ژوئن ۱۹۹۱) خواننده و موسیقی‌دان سول اهل ایالات متحده آمریکا بود. او بین سال‌های ۱۹۵۶ تا ۱۹۹۱ میلادی فعالیت می‌کرد و از خوانندگان اصلی گروه آوازی تمپتیشنز بود.
رافین از سوی مجله رولینگ استون به‌عنوان یکی از «۱۰۰ خواننده برتر تاریخ موسیقی» انتخاب شده و نامش به عنوان یکی از اعضای تمپتیشنز به تالار مشاهیر راک اند رول راه یافته است.